# サングラーマグナンジャヤ王
サングラーマグナンジャヤ王（Sangramadhanamjaya）またはラカイ・ワラック（Rakai Warak）は、8世紀から9世紀にかけてインドネシアの中部ジャワに栄えたシャイレーンドラ朝の王（在位：802年頃 - 819年以前?）。単にサングラーマ王と呼称する場合もある。

## 概略
ボロブドゥール寺院の建立をはじめたダラニンドラ王（インドラ王）の王子で、ダラニンドラの死後、その後を継いだ。
819年以前に死去。後継者はサマラトゥンガであった。